# Rácalmás
Rácalmás est une ville et une commune du comitat de Fejér en Hongrie.